# Balls to the Wall
Balls to the Wall è il quinto album in studio della band heavy metal tedesca Accept pubblicato dall'etichetta discografica CBS Records nel 1983. Il disco è stato registrato tra luglio e agosto dello stesso anno.

## Il disco
L'album è considerato tra i migliori della discografia degli Accept e si rivelò un successo a livello commerciale. Nel 1990 Stati Uniti venne certificato disco d'oro per aver venduto più di 500 000 copie, mentre in Canada ricevette lo stesso premio già nel 1985 avendo venduto più di 50 000 copie. Per l'omonima canzone Balls to the Wall vennero realizzati un videoclip e un singolo (con B-side Losing More Than You've Ever Had) che uscì sia in versione 7" che 12".
La prima versione in CD uscì nel 1990 edita da BMG con marchio RCA. Nel 2001 e nel 2002 è stato ristampato in versione rimasterizzata e con l'aggiunta di due bonus tracks tratte dall'EP live Kaizoku-Ban: Up to the Limit e Head Over Heels. L'album uscì anche in doppio CD nel 2013, pubblicato dalla Hear No Evil Recordings; questa edizione contiene sul secondo disco il live Staying a Life.

## Tracce
Testi e musiche di Accept e Deaffy.
1. Balls to the Wall – 5:50
2. London Leatherboys – 3:57
3. Fight It Back – 3:30
4. Head over Heels – 4:19
5. Losing More Than You've Ever Had – 5:04
6. Love Child – 3:35
7. Turn Me On – 5:12
8. Losers and Winners – 4:19
9. Guardian of the Night – 4:25
10. Winter Dreams – 4:45

Bonus track ristampe 2001 e 2002
1. Up to the Limit (Live) – 4:53
2. Head Over Heels (Live) – 5:58

## Formazione
- Udo Dirkschneider – voce
- Wolf Hoffmann – chitarra
- Herman Frank – chitarra
- Peter Baltes – basso
- Stefan Kaufmann – batteria, cori